# Phong Bình, Gio Linh
Phong Bình là một xã cũ thuộc huyện Gio Linh, tỉnh Quảng Trị, Việt Nam.

## Địa lý
Xã Phong Bình nằm ở trung tâm huyện Gio Linh, có vị trí địa lý:
- Phía đông giáp xã Gio Mỹ
- Phía tây giáp xã Gio An
- Phía nam giáp thị trấn Gio Linh và xã Gio Châu
- Phía bắc giáp xã Trung Hải và xã Trung Sơn.

Xã Phong Bình có diện tích 23,78 km², dân số năm 2018 là 6.110 người, mật độ dân số đạt 257 người/km².

## Lịch sử
Địa bàn xã Phong Bình hiện nay trước đây vốn là hai xã Gio Phong và Gio Bình thuộc huyện Gio Linh.
Xã Gio Bình được thành lập vào ngày 10 tháng 10 năm 1975.
Năm 1988, xã Gio Bình sáp nhập vào xã Gio An.
Tháng 4 năm 1992, theo Quyết định số 116/QĐ-BTCCP, xã Gio An được tách thành hai xã Gio An và Gio Bình.
Trước khi sáp nhập, xã Gio Phong có diện tích 12,86 km², dân số là 3.672 người, mật độ dân số đạt 286 người/km², gồm 3 thôn: Gia Môn, Lan Đình, Lễ Môn. Xã Gio Bình có diện tích 10,92 km², dân số là 2.438 người, mật độ dân số đạt 223 người/km², gồm 4 thôn: Long Hải, Xuân Tiến, Bình Minh, Tân Lịch.
Ngày 17 tháng 12 năm 2019, Ủy ban Thường vụ Quốc hội ban hành Nghị quyết 832/NQ-UBTVQH14 về việc sắp xếp các đơn vị hành chính cấp xã thuộc tỉnh Quảng Trị (nghị quyết có hiệu lực từ ngày 1 tháng 1 năm 2020). Theo đó, sáp nhập toàn bộ diện tích và dân số của hai xã Gio Bình và Gio Phong thành xã Phong Bình.
Ngày 16 tháng 6 năm 2025, Ủy ban Thường vụ Quốc hội ban hành Nghị quyết số 1680/NQ-UBTVQH15 về việc sắp xếp các đơn vị hành chính cấp xã của tỉnh Quảng Trị năm 2025. Theo đó, sắp xếp toàn bộ diện tích tự nhiên, quy mô dân số của thị trấn Gio Linh, xã Gio Quang, xã Gio Mỹ, xã Phong Bình thành xã mới có tên gọi là xã Gio Linh.

## Hành chính
Xã Phong Bình được chia thành 7 thôn: Bình Minh, Gia Môn, Lan Đình, Lễ Môn, Long Hải, Tân Lịch, Xuân Tiến.